# Enigmapercis acutirostris
Enigmapercis acutirostris és una espècie de peix de la família dels percòfids i de l'ordre dels perciformes.

## Etimologia
Enigmapercis prové del mot llatí aenigma (parlar al·lusivament o obscura) i del grec perke (perca), mentre que acutirostris és una paraula llatina que fa referència al seu musell agut.

## Hàbitat i distribució geogràfica
És un peix marí i batidemersal (entre 470 i 485 m de fondària), el qual viu al Pacífic sud-oriental pertanyent a Xile (la part occidental de la serralada submarina Sala y Gómez a prop de l'illa de Pasqua).

## Estat de conservació
Apareix a la Llista Vermella de la UICN, ja que les muntanyes submarines on viu són caladors on hi ha moltes espècies d'interès comercial per a les flotes pesqueres i, tot i que no té cap valor comercial, és capturat de manera incidental.

## Observacions
És inofensiu per als humans i el seu índex de vulnerabilitat és baix (20 de 100).